# شهرستان نانهوا
شهرستان نانهوا (به لاتین: Nanhua County) یک منطقهٔ مسکونی در چین است که در ولایت خودمختار چوشیونگ یی واقع شده‌است. شهرستان نانهوا ۲٬۳۴۳ کیلومتر مربع مساحت و ۲۳۰٬۰۰۰ نفر جمعیت دارد.